# Erika Miklósa
Erika Miklósa (n. 9 iunie 1971, Kiskunhalas, Bács-Kiskun, Ungaria) este o soprană maghiară.

## Carieră
Născută în orașul Kiskunhalas din sudul Ungariei, și-a petrecut tinerețea ca atletă antrenându-se pentru heptathlon. Miklósa a fost campioană a Ungariei la juniori la săritura în înălțime, cu toate acestea, un accident a forțat-o să schimbe calea carierei. Datorită calităților sale bune de cântăreață, a ales să devină cântăreață. La început, a cântat la întâlniri de familie, nunți și sărbători oficiale. Cu o astfel de ocazie, un maestru de canto a auzit-o și aproape imediat a început să o învețe pe aceasta. Curând, a continuat să studieze muzica la Conservatorul Franz Liszt din Szeged, precum și la Milano și New York. În 1990 a devenit solistă la Opera Maghiară de Stat. Rolul ei emblematic este Regina Nopții din Flautul fermecat de Mozart. A cântat, de asemenea, la Royal Opera House din Londra, la Opera de Stat din Viena, la Metropolitan Opera din New York și în multe alte teatre de operă celebre. În 2004, a debutat la Metropolitan Opera în rolul care o consacră: Regina Nopții.

## Premii
- Pro Opera Lyrica - Cântăreața de operă a anului 1993 (Ungaria)
- Concursul Internațional Mozart - Premiul I la categoria voce (1993)
- Premiul european pentru cultură, Zürich (1995)
- Crucea de membru al Ordinului de Merit (Ungaria, 1998)
- Cetățean de onoare al orașului Kiskunhalas (1999)
- Artistă al județului Bács-Kiskun (2003)
- Premiul Kossuth (2012)

## Discografie
- Die Zauberflöte (2006)
- Poveste din cartierul de vest (2009)
- Flautul fermecat (2011)